# Sévérac-le-Château
Sévérac-le-Château (okcitansko Severac (del Castèl)) je naselje in občina v južnem francoskem departmaju Aveyron regije Jug-Pireneji. Leta 2010 je naselje imelo 2.424 prebivalcev.

## Geografija
Kraj leži v pokrajini Rouergue 35 km severno od Millaua.

## Uprava
Sévérac-le-Château je sedež istoimenskega kantona, v katerega so poleg njegove vključene še občine Buzeins, Lapanouse, Lavernhe in Recoules-Prévinquières s 4.076 prebivalci.
Kanton Sévérac-le-Château je sestavni del okrožja Millau.

## Zanimivosti
- grad Château de Sévérac iz 13. stoletja, prvotno pripadal lokalnemu gospostvu Sévérac, kasneje družinam Armagnac in Arpajon; francoski zgodovinski spomenik,
- srednjeveška podoba središča kraja,
- cerkev presvetega Odrešenika.